# Барилко, Сергей Владимирович
Серге́й Влади́мирович Бари́лко (укр. Сергій Володимирович Барілко; 5 января 1987, Харьков, Украинская ССР, СССР) — украинский футболист, полузащитник. Старший брат футболиста Владимира Барилко.

## Биография
Воспитанник спортшколы «Металлист». В составе команды с 2006 года. В чемпионате Украины дебютировал 17 июня 2007 года в матче «Днепр» — «Металлист» (0:2), вышел на 90-й минуте заменив Марко Девича. В сезоне 2008/09 провёл 3 игры в Премьер-лиги Украины, 3 игры в Кубке Украины и 21 матч и 4 забитых гола в турнире молодёжных команд. В 2011 году перешёл в «Оболонь». Далее выступал за харьковский «ЭТМ» в чемпионате области. Зимой 2015 года поддерживал форму с «Металлистом», а впоследствии заключил с ним контракт.